# Roménia no Festival Eurovisão da Canção Júnior
Rumania foi um dos países fundadores  do Festival de Eurovisão Júnior em 2003.
Romênia participou 7 vezes no festival, deixando de participar em 2010.

## Participação
| #                         | Ano  | Sede        | Artista            | Canção                  | Tradução | Lugar | Pts |
| ------------------------- | ---- | ----------- | ------------------ | ----------------------- | -------- | ----- | --- |
| 1º                        | 2003 | Copenhague  | Bubu               | "Tobele sunt viaţa mea" |          | 10/16 | 35  |
| 2º                        | 2004 | Lillehammer | Noni Răzvan Jan    | "Iţi mulţumesc"         |          | 4/18  | 123 |
| 3º                        | 2005 | Hasselt     | Alina Eremia       | "Ţurai"                 |          | 5/16  | 89  |
| 4º                        | 2006 | Bucarest    | New Star Music     | "Povestea mea"          |          | 6/15  | 80  |
| 5º                        | 2007 | Rótterdam   | 4Kids              | "Sha-a-a"               |          | 10/17 | 54  |
| 6º                        | 2008 | Limassol    | Mădălina & Andrada | "Salvaţi planeta!"      |          | 9/15  | 59  |
| 7º                        | 2009 | Kiev        | Ioana Bianca Anuţa | "Ai puterea în mâna ta" |          | 13/13 | 19  |
| Não participou desde 2009 |      |             |                    |                         |          |       |     |

## Votações
Roménia tem dado mais pontos a...
| N.º | País               | Pts |
| --- | ------------------ | --- |
| 1   | Bielorrússia       | 43  |
| 2   | Espanha            | 40  |
| 3   | Macedónia do Norte | 32  |
| 4   | Ucrânia            | 27  |
| 4   | Rússia             | 27  |
| 5   | Bélgica            | 23  |
| 6   | Arménia            | 21  |
| 7   | Reino Unido        | 20  |
| 8   | Croácia            | 19  |
| 9   | Malta              | 18  |
| 9   | Grécia             | 18  |
| 10  | Dinamarca          | 17  |
| 10  | Geórgia            | 17  |

Roménia tem recebido mais pontos de...
| N.º | País               | Pts |
| --- | ------------------ | --- |
| 1   | Chipre             | 47  |
| 2   | Espanha            | 42  |
| 3   | Macedónia do Norte | 36  |
| 4   | Grécia             | 33  |
| 5   | Bielorrússia       | 22  |
| 6   | Malta              | 19  |
| 6   | Suécia             | 19  |
| 6   | Bélgica            | 19  |
| 7   | Letónia            | 17  |
| 8   | Croácia            | 16  |
| 9   | Portugal           | 14  |
| 9   | Noruega            | 14  |
| 10  | Sérvia             | 13  |

## 12 pontos
| Ano  | País          |
| ---- | ------------- |
| 2003 | Croácia       |
| 2004 | Espanha       |
| 2005 | Espanha       |
| 2006 | Rússia        |
| 2007 | Arménia       |
| 2008 | Ucrânia       |
| 2009 | Países Baixos |